# Mangora sandovalae
Espèce
Mangora sandovalae est une espèce d'araignées aranéomorphes de la famille des Araneidae.

## Distribution
Cette espèce est endémique du département d'Itapúa au Paraguay,. Elle se rencontre vers Pro Cosara.

## Description
La femelle holotype mesure 5,84 mm.

## Systématique et taxinomie
Cette espèce a été décrite par Pett et Pai-Gibson en 2024.

## Étymologie
Cette espèce est nommée en l'honneur de Mercedes Sandoval de Hempel. 

## Publication originale
- Pett & Pai-Gibson, 2024 : « Three new species of orb-weaver spiders (Araneidae) from Humid Chaco in south-west Paraguay. » Arachnology, vol. 19, no 7, p. 998-1002.